# 波多黎各地理
波多黎各位於加勒比海地區和北大西洋，地處多明尼加共和國和維京群島之間，波多黎各主島是大安的列斯群島中面積最小並且最靠東的島嶼，面積3,515平方英里（9,104平方），是美國面積第三大島嶼和世界面積第82大島嶼。此外波多黎各島附近還有眾多離島。波多黎各地形多山，中央有科地勒拉山系，其中最高峰是朋塔峰，高1338米。波多黎各首府是聖胡安，位於波多黎各主島的北海岸。